# Parafia Najświętszej Maryi Panny Królowej Polski w Świdnicy
Parafia Najświętszej Maryi Panny Królowej Polski w Świdnicy – rzymskokatolicka parafia znajdująca się w dekanacie świdnickim zachodnim w diecezji świdnickiej. Była erygowana w 1981 r. Nowo powstała parafia przejęła katolików zamieszkujących kilkanaście wyznaczonych ulic od tymczasowej parafii św. Józefa. Do parafii dołączyła także Słotwina.
W latach 1983–2013 obowiązki proboszcza w nowo powstającej parafii pełnił i kontynuował budowę kościoła parafialnego ks. inf. Kazimierz Jandziszak. Od 30 czerwca 2013 r. proboszczem parafii jest ks. prałat Rafał Kozłowski.